# Anse à Éblain
Pour les articles homonymes, voir Saint (homonymie).
Anse à Éblain est une baie de Guadeloupe entre Le Gosier et Sainte-Anne.
Elle se situe à l'ouest de la pointe de l'Accul. 
El marque la limite officielle entre les territoires des communes du Gosier et de Sainte-Anne.

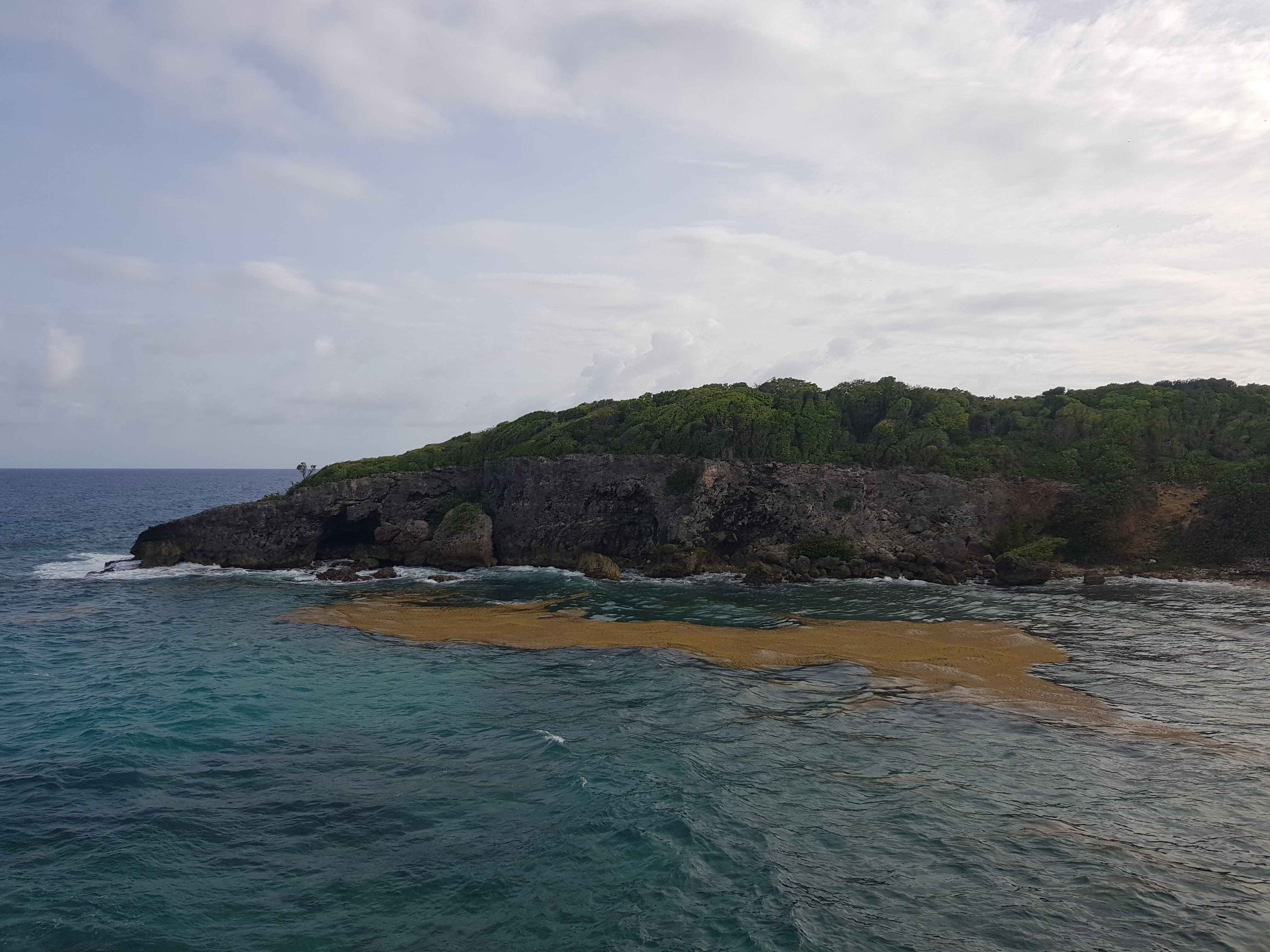
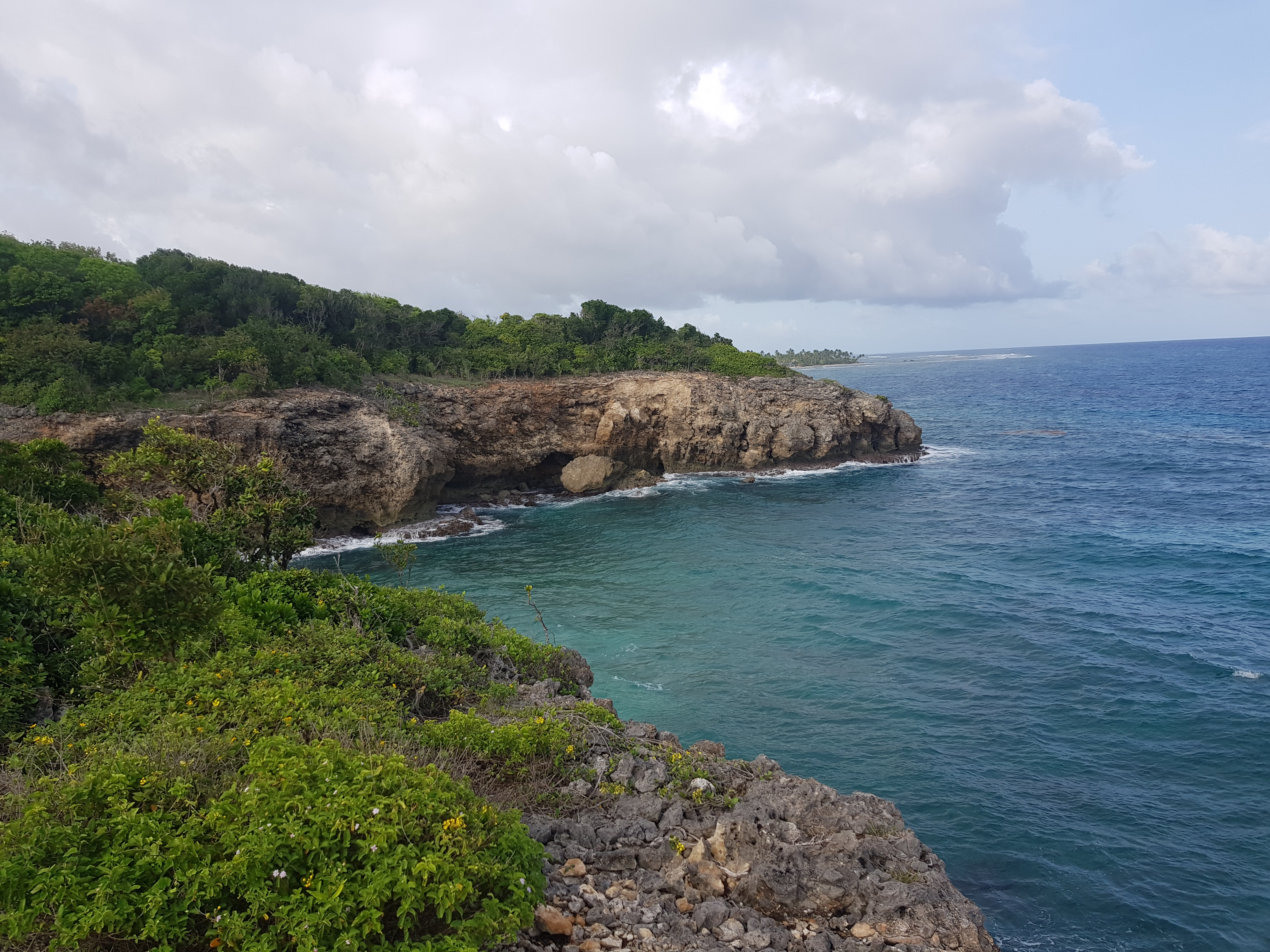
Anse à Éblain (partie est)
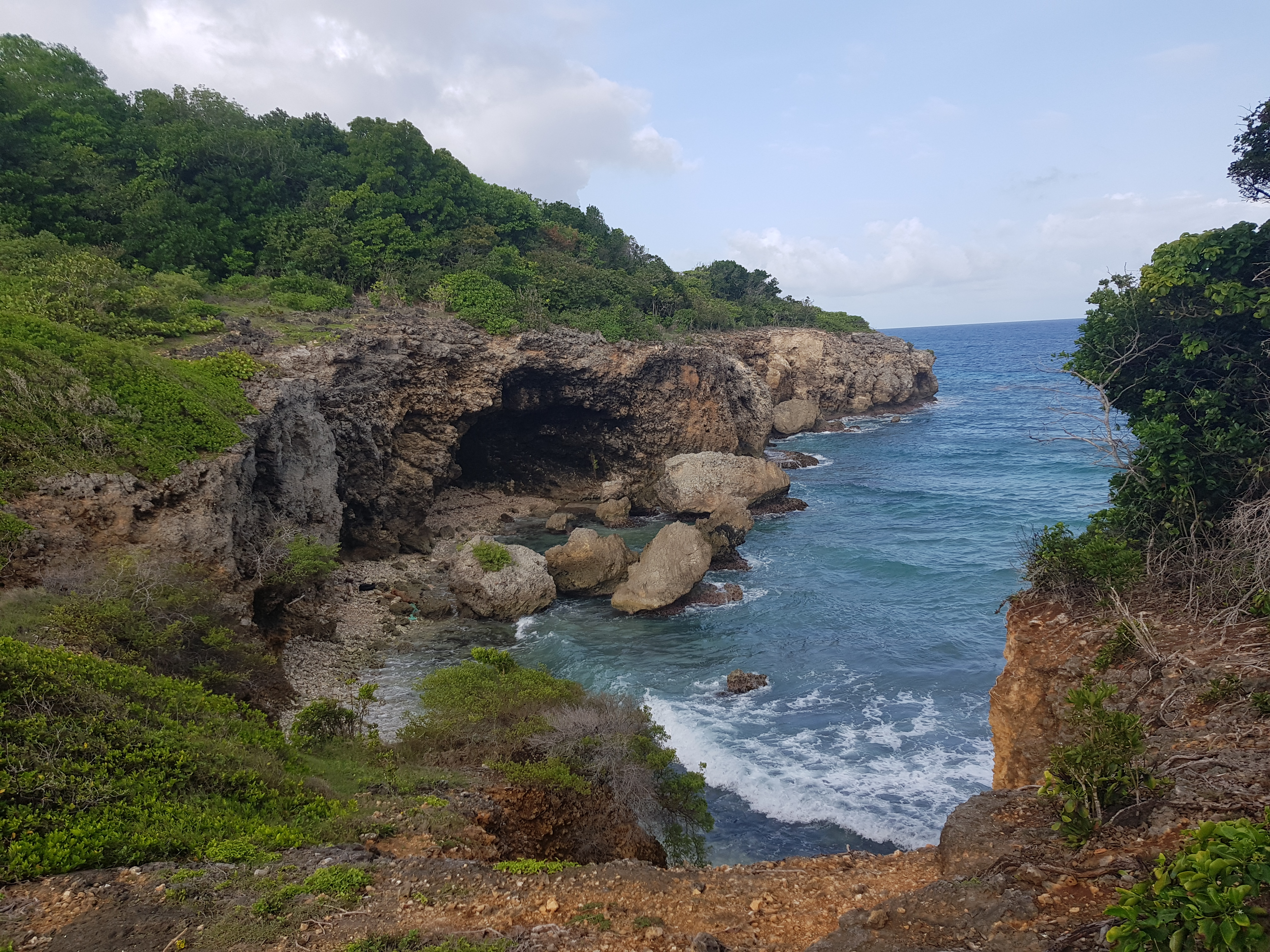
Anse Canot, à l'ouest de l'Anse à Éblain.
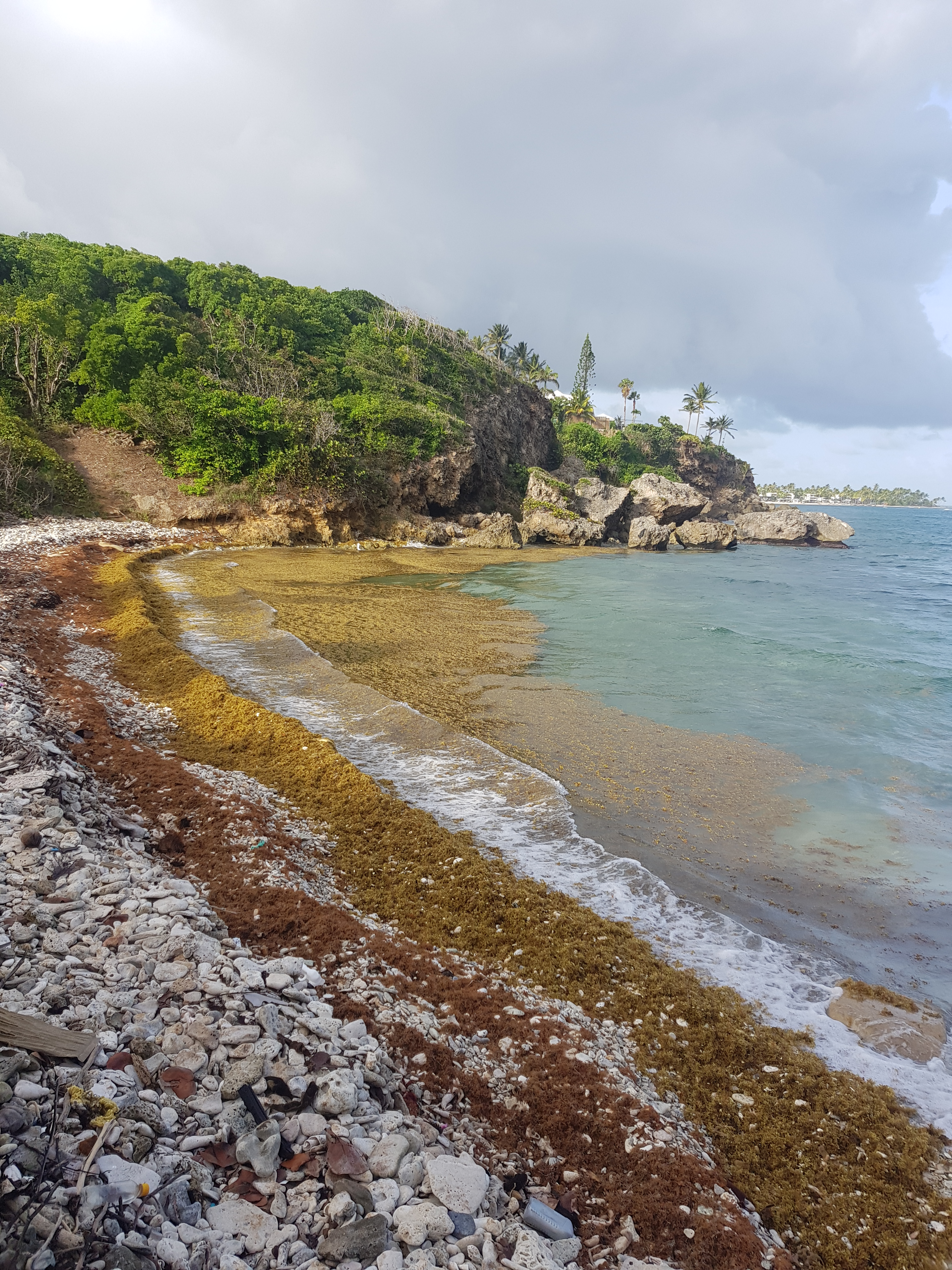
Anse à Éblain et pointe de l'Accul.